# Јагдтигер
Јагдтигер (у преводу ловачки тигар) је најтежи ловац тенкова коришћен у Другом светском рату.

### Развој
Развитак Јагдтигрова почео је фебруара 1943. године. 20. октобра, дрвена макета је представљена Адолфу Хитлеру. Улога Јагдтигра замишљена је као подршка пешадији и оклопним возилима са велике даљине. Два прототипа, Поршеов са 8 потпорних точка и Хеншелов са 9 потпорних точка, комлетирана су фебруара 1944. године. Првобитно име (Јагдпанзер VI) је замењено у Јагдтигар. Производња која је планирана за децембар 1943. године, почела је тек јула 1944. године. Због приоритета производње тенка Пантер, производња Јагдтигрова била је јако спора. Децембра 1944. приоритет је дат Јагдтигровима, али тренутна ситуација у Немачкој привреди није дозвољавала пун обим производње.

### Особине
Јагдтигар је базиран на шасији тенка Тигар II. Наоружање се састоји ог једног топа 128mm (ПаК44 Л/55) и једног, касније два митраљеза (МГ34/42) за локалну и противавионску одбрану. Топ је могао да се помера 10 степена лево и десно. Иначе топ 128mm је најснажније противтенковско оружје у току Другог светског рата. Он је без сумње могао да уништи било који савезнички тенк са даљине на којој је био безбедан од погодака било ког савезничког тенка или самоходног топа. Максимални домет топа био је 22.410 метара. У унутрашњем простору било је смештено 38 до 40 граната за топ 128mm. Топ је монтиран у центру фиксиране, непокретне оклопне куполе. Јагдтигар у односу на Тигар II има моћније оклопљену надградњу уместо куполе, али и много већи профил што представља лакшу мету за непријатељску војску.
Јагдтигар је прављен у два типа, Хеншелов (76 комада) и Поршеов (12 комада). Поршеов механизам мењача био је једноставнији, јефтинији и лакши за производњу од Хеншеловог. Такође и Хеншелов зупчаник потпорног точка (800mm) био већи од оног употребљаваног код Поршеа. И поред те разлике, произведено је ипак више Хеншелових модела. Јагдтигар је патио од истог проблема као и Тигар II, потрошња горива приликом кретања била је превелика (5 литара на 1 km пута). Такође су имали и великих проблема са кваровима, који се нису могли лако отклонити. У таквим случајевима посада их је напуштала и уништавала, да не би пали неоштећени непријатељу у руке. Јагдтигар се највише користио као камуфлирани, статични одбрамбени бункер. Пуштали су непријатеља да се довољно приближи, а онда користили пун потенцијал свог оружја.

### Производња
Од јула 1944. до маја 1945. године само 86 Јагдтигрова је произведено (од 150 поручених), плус два прототипа фебруара 1944. године. Бројеви шасија су 305001-305088. Јагдтигрове је производило предузеће (Nibelunengwerke) из Ст. Валентина а тестирани у Аустрији.
- Фебруар 1944-2
- Јул 1944-3
- Август 1944-3
- Септембар 1944-8
- Октобар 1944-9
- Новембар 1944-6
- Децембар 1944-20
- Јануар 1945-10
- Фебруар 1945-13
- Март 1945-3
- Април 1945-7
- Мај 1945-4

Сам Адолф Хитлер је тражио да се Јагдтигар преправи у тенк бацач пламена, али до те реализације није дошло.
Сви Јагдтигрови ушли су у наоружање само два пука (сПз ЈагАбт512) и (сПз ЈагАбт653).

### Ратна дејства
- 512. пук

512 пук формиран је у лето 1944. године, а састављен је био од две чете. Првом четом командовао је Алберт Ернст а другом Ото Кариус, командант пука био је мајор Шерф. Прича о 512. пуку почиње јануара 1945. године. Почевши са 5 Јагдтигра (званично уручених 30. јануара), полако се напредовало ка циљу од 33 Јагдтигра. Овај циљ никад није постигнут јер је контрола квалитета изискивала много времена. Зато су у овој јединици коришћени и други панцери (ПзКпф IV и СтуГ III). Фебруара месеца испоручено је још 6 Јагдтигра.
Током прве половине марта, друга чета је још увек била на обуци. Разлог је био тај што су многи чланови посаде били обучавани за Тигар тенкове. Иначе и саме посаде нису волеле Јагдтигрове због непокретне куполе, ниске флексибилности, спорости и огромне силуете. 24. марта 5 Јагдтигра из друге чете су коришћени као позадинска одбрана, током једног пропалог савезничког напада. Иако је чета имала неких повољних могућности да се бори, није их искористила. Јединица је изгубила 2 Јагдтигра због тога што су се неки чланови посада успаничили и сами уништили своја возила. У међувремену ни прва чета 512. пука није имала пуно успеха. Иако је уништила два тенка Шерман, јединица је изгубила 4 Јагдтигра услед механичких кварова. После ове битке чета је до краја месеца добила 4 СтуГ III и 4 тенка Панцер IV. Након тога Јагдтигрови су послати у Уну да би помогли фелдмаршалу Модлу. Током априла 512. пук је учествовао у многим биткама. Нарочито 9. априла када је прва чета успела да уведе у борбу колону савезничких тенкова и камиона. 4 Јагдтигра, 4 СтуГ III и 3 тенка ПзКпф IV су истовремено отворила ватру и успели да униште 11 тенка и преко 30 камиона. Неки од непријатељских тенкова били су погођени са раздаљине веће од 4000 метара. Јединица је изгубила само једног Јагдтигра и то дејством савезничких авиона P-47 Тандерболт. Чета је успела да уништи још 5 тенкова пре него што је била приморана да се преда у Исерлоху. Друга чета се још увек борила са мало резултата. Она се такође предала савезницима у Исерлоху 15. априла.
- 653. пук

Прва јединица у опремању Јагдтигровима био је 653. пук, као замена за ловце тенкова Фердинанд. Јединица је послата у Фалингбостел где су користили Поршеов Јагдтигар за тренинг. Прва возила су стигла у септембру 1944. године. У то време јединица је још увек имала неколико преосталих Фердинанда (они су придодати другој чети, док их Јагдтигрови не замене), као и неколико Флакпанцера. Прва три Јагдтигра у 653. пуку носила су ознаке 305006, 305007 и 305008. У октобру 653. пук се покренуо, додељен је 17. армији у Пољској. За то време и трећа чета је добила неколико Јагдтигра. Производња је ишла јако споро, тако да је пук почетком новембра имао само 12 Јагдтигра. Још 6 Јагдтигра пук је добио у току новембра.
Децембра 1944. године планирано је да и Јагдтигрови узму учешће у Арденској офанзиви. У Пољској је 16 Јагдтигра натоварено на возове. Два од три воза на којима су се налазили Јагдтигрови, истиварени су 50 km од линије фронта (као део 6. СС армије). Неколико Јагдтигра скренуто је за операцију (Nordwind), као део 17. СС дивизије „Гоц фон Берлишинген“ оклопних гренадира. Упркос тврдњама да су неки од Јагдтигрова коришћени током Арденске офанзиве, нема доказа који подржавају ту теорију. Чак непостоји ниједна фотографија било којег Јагдтигра током Ардена. Током децембра 1944. и јануара 1945. и друга чета је добила Јагдтигре. Почетком јануара требало је да Јагдтигрови узму учешће у (Nordwind) операцији, али 653. пук је остао непомичан поред железничких вагона и после старта офанзиве. Тек приликом напада на Мажино линију 653. пук се покренуо и заједно са 17. СС дивизијом кренуо у офанзиву. До 9. јануара савезници су успели да униште и први Јагдтигар коришћењем базуке. Коришћење Јагдтигрова било је лимитирано, а извештаји око великог броја покварених возила послат је Хитлеру. Према америчким извештајима неколико Јагдтигра је више или мање неоштећено пало савезницима у руке. То да су савезницима пали у руке неоштећени Јагдтигрови је иронично. Јер сваки Јагдтигар уништен од своје посаде, био је у таквом стању даје немогуће било да се нешто извуче из њега. Почетком фебруара 653. пук, имао је 41 Јагдтигар од којих је 19 требало поправити. Јединици је наређено да 18. фебруара крене ка шуми Хагенау, где је коришћена као самоходна артиљерија на даљини преко 20000 метара. Крајем фебруара највеће део Јагдтигрова је чекао у скривеним позицијама, очекујући напад савезника. У првим данима марта 653. пук је поново попуњен са поправљеним Јагдтигрима, чекајући даља наређења. Јединица је 11. марта достигла свој максимални капацитет.
У ноћи 15. на 16. март, 653. пук је ушао у тешку борбу са савезницима. Прво су савезници бомбардовали а затим и напали Немачке позиције. Немци су одговорили тако што су послали цео 653. пук у контра напад. Где год су покушали савезници а и Немци са нападом, трпели би велике губитке. Јагдтигрови су задали тешке губитке савезничким тенковима и пешадији, али је зато савезничка артиљерија такође задавала ударце. О жестини борбе довољно говори податак да су Немци морали да одшлепају 21 Јагдтигар. Касније тог месаца, доказано је да топ 128mm може да уништи свати савезнички тенк са даљине од 4000 метара. Једна савезничка колона Шерман тенкова била је скоро потпуно уништена јаком ватром Јагдтигрова. Посаде Шермана су биле у тоталној паници, тако да нису ни пружиле неки отпор. Тек са појавом авиона П 47 Тандерболт, које су позвали савезници, Немци су морали да се врате на полазне положаје. Погођена су 5 Јагдтигра, од којих су 4 била уништена. Да би се сачувао од даљих губитака 653. пук је повучен са фронта. У међу времену неколико Јагдтигра је уништено и дејством савезничке пешадије и тенкова. Један Јагдтигар је уништен дејством три Шерман тенка из непосредне близине. Код Нојштата су Јагдтигрови последњи пут показали савезницима своје зубе. Ток приликом три Јагдтитра су уништила 25 Шермана и М10 самохотке. И премда су ти Јагдтигрови били погођени по неколико пута, нису били озбиљније оштећени, тако да су могли да се повуку.
28. марта 1945. године, потпоручник Ханс Книпенберг одликован је гвозденим крстом прве класе. Почетком априла јединици је остало још 23 Јагдтигра. До 9. априла тај број се смањио на 17. Неке од посада су послате Нибелугенверке да сачекају нова возила која су била у производњи. 26. априла само један Јагдтигар био је потпуно способан за дејство. Осталих 14 морали су да иду на поправку. До маја несеца 653. пук се вратио у Аустрију. Током пута посаде су уништиле 10 Јагдтигра јер су били у тежем квару. По доласку у Нибелугенверке још 8 Јагдтигра је уништено на траци за склапање, јер су били незавршени. 653. пук се предао савезницима 7. маја 1945.